# Estádio Presidente Antônio Carlos
O Estádio Presidente Antônio Carlos (ou Estádio de Lourdes e Estadinho da Colina), foi um estádio brasileiro de futebol localizado em Belo Horizonte. Pertenceu ao Clube Atlético Mineiro, que mandou seus jogos no local de 1929 a 1968. Hoje no local encontra-se o Diamond Mall.

## História
Em 1925, o presidente do Atlético, Alfredo Furtado de Mendonça, permutou com a prefeitura o campo da Avenida Paraopeba – onde atualmente está localizado o Minascentro – por uma indenização e um terreno no Lourdes. Três anos depois, com a ajuda do governador Antônio Carlos, as obras do estádio, que levaria o nome do político, foram iniciadas. O estádio foi inaugurado em 30 de maio de 1929, com o Atlético vencendo o Corinthians por 4 a 2.
O Estadinho da Colina foi também o primeiro estádio mineiro a contar com iluminação para jogos noturnos. A iluminação foi inaugurada em 9 de agosto de 1930 e contou com a presença do presidente da FIFA, Jules Rimet. Em 1 de setembro de 1930 o Atlético disputou a primeira partida internacional realizada em Minas Gerais. O time mineiro derrotou por 3 a 1 o Vitória de Portugal, campeão do Campeonato de Setúbal nas temporadas de 1927/1928 e 1928/1929, e do Campeonato de Lisboa nas temporadas de 1923/1924 e 1926/1927. Uma semana depois, o presidente da FIFA Jules Rimet, também esteve presente no empate de 1 a 1 contra o Fluminense.
O estádio ajudou a aumentar a circulação pela região de Lourdes. A baixa capacidade do Estadinho da Colina deixou-o obsoleto após a inauguração do Estádio Independência, que se tornou sede da maior parte dos jogos do Atlético. Para resolver uma crise financeira, o time acabou vendendo o estádio à prefeitura na década de 1960. O último jogo no local foi em junho de 1968.

### Estrutura
O estádio tinha duas entradas, a principal do lado da Rua Rio Grande do Sul, e um pequeno portão de funcionários e atletas na Gonçalves Dias. A arquibancada concretada ocupava o lado paralelo à Rua Rio Grande do Sul, dividido em três setores: a torcida do Atlético, a adversária, e no centro um compartimento com cadeiras para os dirigentes e convidados. O lado da Rua Gonçalves Dias era um muro, enquanto o resto abrigava a geral, com degraus cimentados ao ar livre separados do gramado por um alambrado. Entre o alambrado e o corredor havia degraus onde reservas, técnicos e a equipe de segurança se sentavam.
Atrás da geral, do lado da Avenida Olegário Maciel, ficavam as quadras de basquete e tênis. Sob a arquibancada, o estádio abrigava uma sala de reuniões, vestiários, ambulatório, e quartos onde os atletas solteiros do Atlético moravam.

### Depois do futebol
A Prefeitura tinha prometido construir no lote do Lourdes a nova sede administrativa da capital em 15 anos. Caso contrário, o imóvel obrigatoriamente seria devolvido ao Atlético, o que ocorreu em 1991, por desvirtuar a finalidade da desapropriação. Até aquele ano, o antigo estádio sofreu várias transformações.
Foi desapropriado pela prefeitura em 1970, transformando-se em espaço para feiras e assembleias sindicais, e 10 anos mais tarde transformou-se no campo do lazer. Após conseguir o terreno de volta, a diretoria atleticana, em parceria com o Multiplan, planejou construir um shopping center no local.
O estádio foi demolido em 1994, e o Diamond Mall, que ocupa o espaço, inaugurado dois anos depois.

## Partida de Inauguração

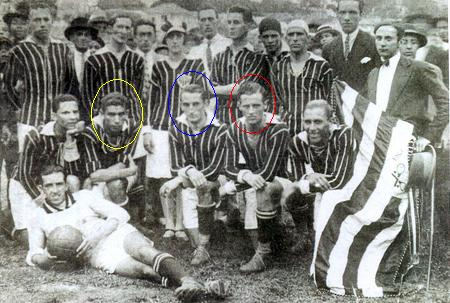
O Trio Maldito do Atlético: campeão do Campeonato Mineiro de 1926 e 1927.

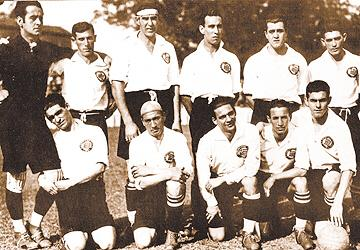
O esquadrão do Corinthians: campeão do Campeonato Paulista de 1928 e 1929.

| 30 de maio de 1929 | Atlético                               | 4 – 2         | Corinthians                  | Estádio de Lourdes, Belo Horizonte  |
| 15:30              | Said 23' · Mário de Castro 35' 42' 70' | Ficha do Jogo | Valeriano 15' · De Maria 40' | Público: 5,000 Árbitro: César Nunes |

|                       |    |                 |  |
|                       |    |                 |  |
| GR                    | 1  | Oswaldo         |  |
| LD                    | 2  | Cordeiro        |  |
| ZA                    | 4  | Chiquinho       |  |
| ZA                    | 3  | Binga           |  |
| LE                    | 6  | Ivo Melo        |  |
| VO                    | 5  | Brant           |  |
| VO                    | 8  | Dalmi           |  |
| AD                    | 7  | Jairo           |  |
| MC                    | 9  | Geraldino       |  |
| AE                    | 11 | Said            |  |
| AT                    | 10 | Mário de Castro |  |
| Treinador: Chico Neto |    |                 |  |
|                       |    |                 |  |

|                               |    |            |  |
|                               |    |            |  |
| GR                            | 1  | Tuffy      |  |
| LD                            | 2  | Galante    |  |
| ZA                            | 3  | Grané      |  |
| ZA                            | 4  | Del Debbio |  |
| LE                            | 6  | Bastos     |  |
| MC                            | 5  | Amendoim   |  |
| MC                            | 8  | Peres      |  |
| AD                            | 7  | Aparício   |  |
| MA                            | 10 | Rato       |  |
| AT                            | 9  | Valeriano  |  |
| AT                            | 11 | De Maria   |  |
| Treinador: Virgílio Montarini |    |            |  |
|                               |    |            |  |